# Road Bay
Die Road Bay (englisch Straßenbucht) ist eine 150 m breite, 300 m lange und im Mittel 150 m tiefe Bucht an der Scott-Küste des ostantarktischen Viktorialands. Sie liegt mit südost-nordwestlicher Ausrichtung 4 km östlich der Tethys Bay in unmittelbarer Nachbarschaft zur Mario-Zucchelli-Station.
Die Bucht diente Wissenschaftlern einer von 1988 bis 1989 durchgeführten italienischen Antarktisexpedition als Zufahrtsweg zu einem Kliff für die Entladung ihres Schiffs und wurde nach diesem Umstand benannt.